# Contracomercio
El contracomercio es un nuevo medio de pago creado para el comercio internacional. Consiste en hacer transacciones comerciales habiendo poco o nada de dinero de por medio, es decir, se paga mediante el intercambio de los productos nacionales de cada país.
El contracomercio se usa principalmente cuando una empresa de un país desea exportar o importar algún producto y se le dificulta debido a que la moneda que utiliza tiene problemas para que se realice una eficiente compra-venta.

## Razones
Dentro de las razones por las que ha surgido este reciente modo de pago se encuentran:
- La escasez de divisas
- El deseo de mantener las exportaciones
- El deseo de promover las exportaciones

## Tipos
- Trueque: Es una de las formas más antiguas del contracomercio y consiste en intercambiar bienes y servicios por otros bienes y servicios que equivalgan a lo mismo.
- Acuerdos de compensación: Es una modalidad del trueque y consiste en que una parte del pago se realiza mediante un bien o servicio y la otra se hace mediante pago con moneda.
- Recompra: En la recompra, el exportador recibe como pago los productos que están relacionados u originados de la exportación original. Es decir, el pago se realiza en su parte o en su totalidad con cualquiera de los productos hechos en las nuevas instalaciones. Este tipo de compraventa es muy común en la venta de tecnología y licencias.
- Swith Trading: El switch trading se refiere en sí a la transferencia de las deudas, es decir, se comercia con ella. Es una forma de respaldar la deuda que una empresa tiene con otra.
- Offset: Este tipo de contracomercio se refiere a que un país da un bien o servicio a otro a cambio de que este adquiera un producto de su país. Suelen ser transacciones comerciales muy caras.

## Desventajas
A pesar de que el contracomercio se ha ido incrementando últimamente, aún es considerado como un ineficiente modo de hacer negocios ya que las negociaciones son bastante laboriosas y complejas debido a que deben llegar a un buen acuerdo para establecer un valor justo de las mercancías. Asimismo, puede haber problemas relacionados con los productos, por ejemplo, que no sean de buena calidad, que sean artículos no fácilmente intercambiables en el mercado, que no esté bien empacado, entre otros. Son por todas estas razones por las que las empresas aún prefieren que la compra-venta se haga mediante dinero ya sea en efectivo o a crédito.